# Mikołaj Lachowski
Mikołaj Lachowski (ur. 19 kwietnia 1925 w Krzemieńczuku) – uczestnik II wojny światowej w szeregach Armii Czerwonej i Ludowego Wojska Polskiego, oficer aparatu bezpieczeństwa PRL.

## Życiorys
Syn Romana i Pauliny Lachowskich, Urodzony w polskiej rodzinie robotniczej, z zawodu ślusarz. Od sierpnia 1941 żołnierz Armii Czerwonej, w październiku ciężko ranny na froncie. Od maja 1943 żołnierz 1. Dywizji Piechoty im. Tadeusza Kościuszki; uczestnik bitwy pod Lenino. Od kwietnia do lipca 1944 słuchacz szkoły NKWD w Kujbyszewie. Od 22 sierpnia 1944 funkcjonariusz Wojewódzkiego Urzędu Bezpieczeństwa Publicznego w Lublinie. Od 18 grudnia 1944 zastępca szefa, a następnie szef PUBP w Zamościu, później naczelnik Wydziału III WUBP w Lublinie, a następnie zastępca dyrektora Departamentu IV MBP.
Jako funkcjonariusz aparatu bezpieczeństwa wyróżniał się gorliwością i okrucieństwem; 3 lutego 1945 w Zarzeczu na Zamojszczyźnie zastrzelił trzech żołnierzy Batalionów Chłopskich zatrzymanych na przyjęciu weselnym. 28 lutego dowodził akcją PUBP, w czasie której zabito 5 i aresztowano 6 żołnierzy BCh; Lachowski został wówczas lekko ranny. 18 kwietnia kierował wspólną polsko-sowiecką akcją przeciwko żołnierzom Armii Krajowej w Łabuńkach pod Zamościem; zabito wówczas 9 osób. 10 października 1945 został odznaczony Brązowym Krzyżem Zasługi za działalność w konspiracji, udział w walkach partyzanckich i za zasługi w organizowaniu służby Bezpieczeństwa i Milicji Obywatelskiej. Zwolniony 1 czerwca 1954, wyjechał do ZSRR.